# Mykoła Pymonenko
Mykoła Pymonenko (ur. 9 marca 1862 w Kijowie, zm. 26 marca 1912 tamże) – ukraiński malarz-realista, twórca licznych obrazów przedstawiających sceny rodzajowe.

## Życiorys
Urodził się 9 marca 1862 roku na przedmieściach Kijowa (ówcześnie na terenie Imperium Rosyjskiego). Uczęszczał do szkoły artystycznej w Kijowie; studiował na Akademii Sztuk Pięknych w Petersburgu. Po studiach powrócił do Kijowa. Należał do grupy artystycznej Pieriedwiżników. Brał udział w malowaniu wnętrz soboru Świętego Włodzimierza w Kijowie. Zmarł 26 marca 1912 roku w Kijowie.
Malował głównie sceny rodzajowe. Na swoich obrazach przedstawiał również tematy historyczne i problemy społeczne; tworzył także portrety. Tworzył również ilustracje do książek. Do jego uczniów należą Kazimierz Malewicz i Aleksandra Ekster.

## Galeria obrazów

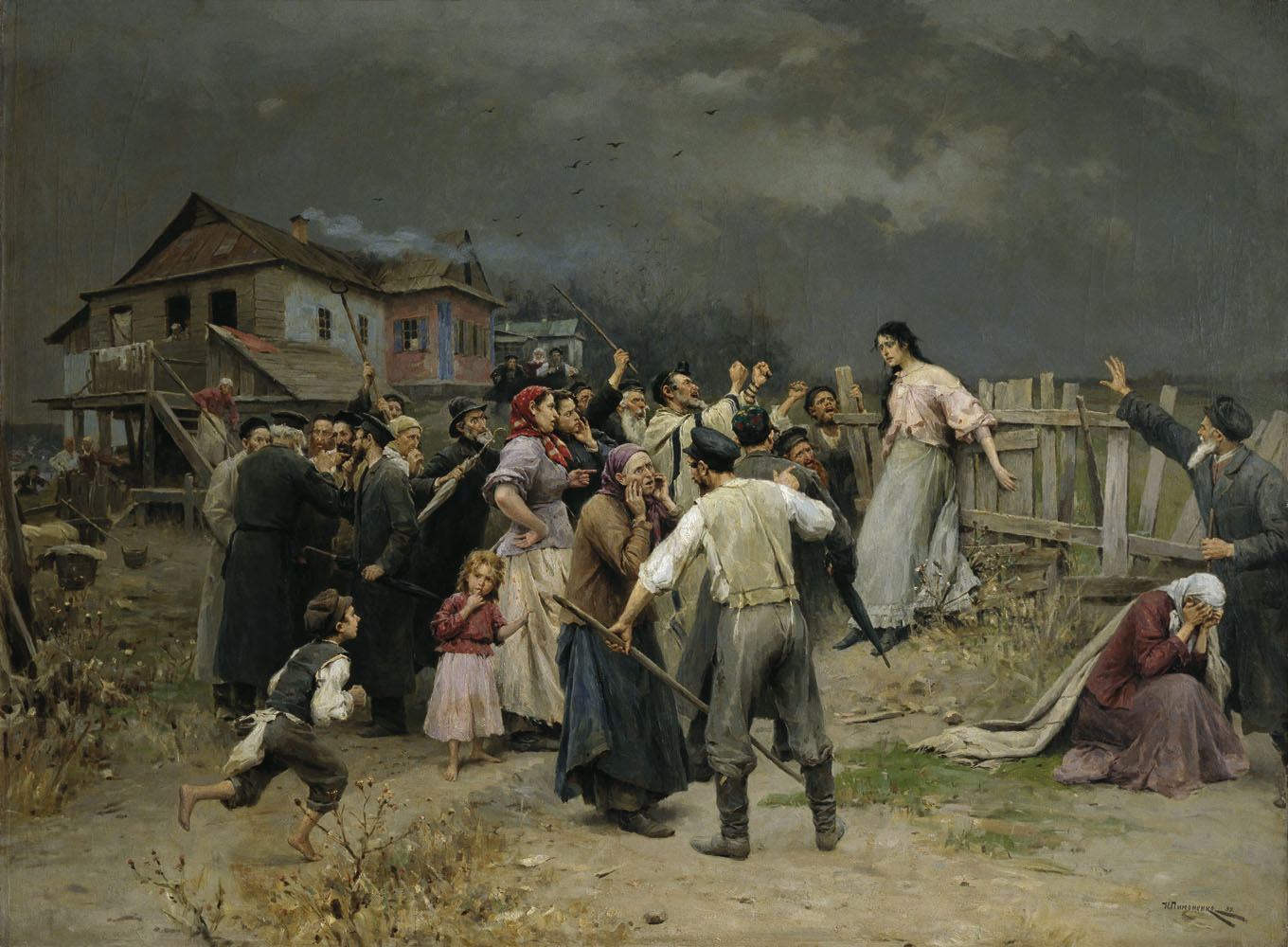
Ofiara fanatyzmu
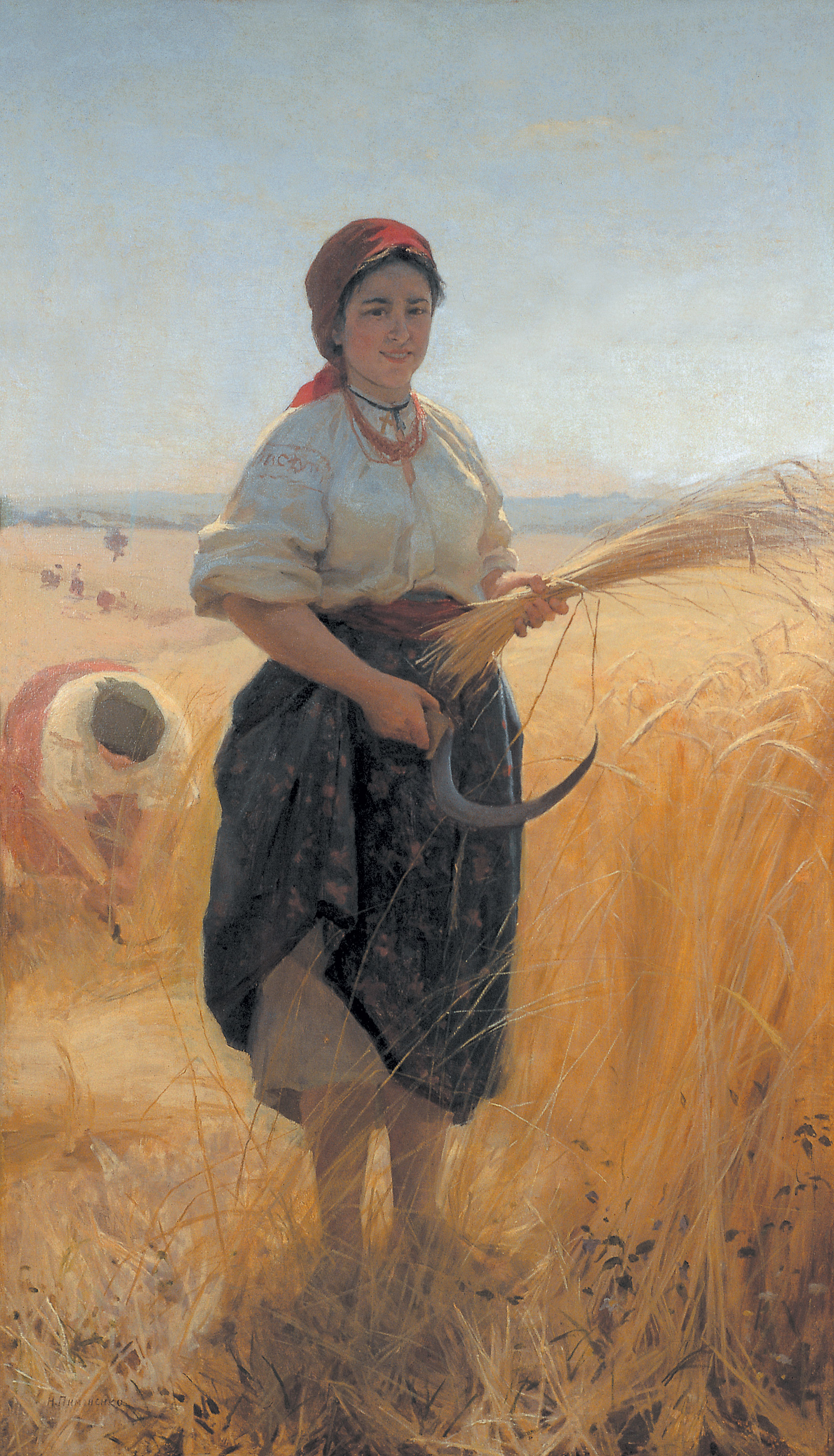
Żniwiarka
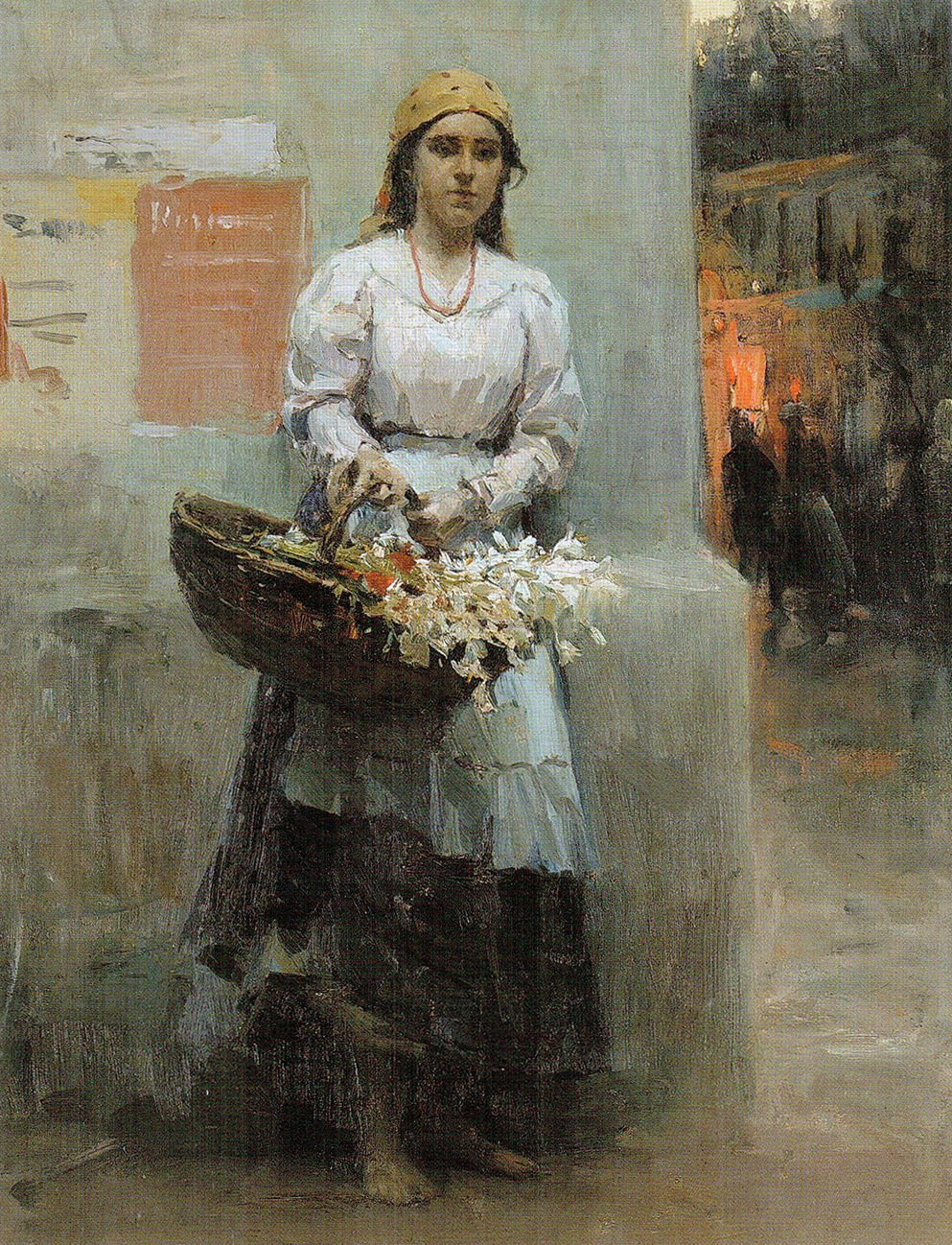
Kwiaciarka
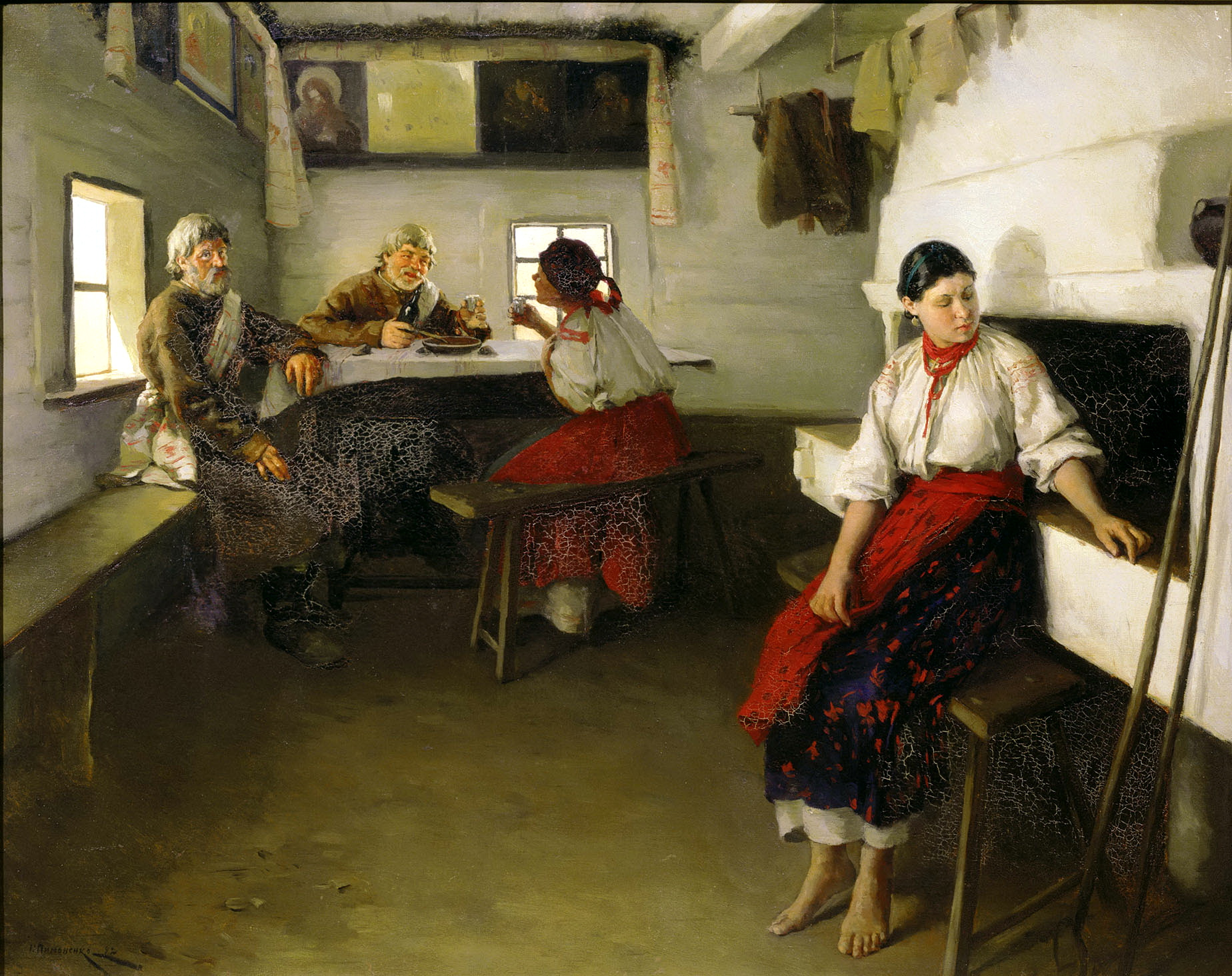
Swatki